# Herzog von Lorges

Wappen der Herzöge von Lorges

Das Lehen Lorges in Lorges (Loir-et-Cher) in der Beauce war im Ancien Régime eine Seigneurie, dann eine Grafschaft und schließlich ein Herzogtum, das der Familie Montgomery und später dem Haus Durfort gehörte.

## Geschichte
Lyonne de Lodes, Erbin von Lorges, war die Tochter Guillaume de Lodes († 1464), Seigneur de Vez, und der Huguette de Jaye; sie heiratete am 25. August 1481 in Blois Robert de Montgomery und brachte die Herrschaft Lorges-en-Beauce mit in die Ehe. Für ihren Sohn Jacques I. wurde Lorges im Februar 1551 zu einer Châtellenie erhoben.
Die Baronie Quintin in der Bretagne wurde 1691 zum Herzogtum erhoben (eingetragen am 12. März und 12. Oktober 1691). Die Übertragung des Titels Duc de Quintin auf den Duc de Lorges im Orléanais erfolgte 1706.
Am 25. März 1773 erhielt Adélaïde Philippine de Durfort de Lorges als Erbin ihres Zweigs der Familie Durfort, die Erlaubnis, das Herzogtum Lorges auf ihren Ehemann Jean-Laurent de Durfort-Civrac (1746–1826) zu übertragen, der einem anderen Zweig der gleichen Familie angehörte.
Die Nachfolge von Guy Louis de Durfort führte zu einem Prozess, dem der König persönlich am 26. September 1778 ein Ende setzte. Quintin wurde dabei vom Herzogtum zur Baronie herabgestuft und blieb im Besitz der Linie Praslin des Hauses Choiseul, während Lorges im Orléanais den Nachkommen Adélaïde Philippines und Jean-Laurents übergeben wurde.
Jean-Lauren de Durfort-Civrac wurde am 4. Juni 1814 auf Lebenszeit in die Chambre des Pairs aufgenommen. Am 10. August 1815 wurde die Pairie erblich.
Der Titel Duc de Lorges wird noch heute geführt.

## Seigneurs de Lorges
- Lionne de Lodes, Dame de Lorges, Tochter von Guillaume de Lodes († 1464), Seigneur de Vez (bei Crépy-en-Valois), und Huguette de Jaye, ⚭ 25. August 1481 in Blois Robert de Montgomery († 1486), Seigneur de Cormainville (Dunois (Orléanais)), Nachkomme von Arnulf de Montgomery († 1118/22)[4] (siehe Haus Montgommery)
- Jacques I. de Montgomery (um 1485 – 1560), deren Sohn, Seigneur de Lorges et de Bourgbarré, Kapitän der Leibgarde des Königs, Colonel de l'infanterie française de Franz’ I.; ⚭ Claude de La Bouexière, dame de Ducey
- Gabriel I. de Montgomery (um 1530 – hingerichtet 1574), deren Sohn, Seigneur de Montgommery, Seigneur de Lorges, Seigneur de Ducey, Kapitän der Leibgarde des Königs; er verwundete am 30. Juni 1559 bei einem Turnier König Heinrich II. so schwer, dass er am 10. Juli starb; ⚭ Isabeau de La Touche (* um 1529),
- Jacques II. de Montgomery (um 1554 – 1609), deren Sohn, Seigneur de Lorges, Kapitän der Leibgarde de Königs; ⚭ Perronelle de Champagne-La Suze, Dame de Bazoges (um 1551 – nach 1585)
- Marguerite de Montgomery († 26. September 1606), deren Tochter, Dame de Lorges; ⚭ (Ehevertrag 20. Mai 1603) Jacques de Durfort (1547 – 1626), 1. Marquis de Duras (Februar 1609), Baron de Blanquefort, 1. Comte de Rauzan (25. Oktober 1625), Capitaine de 50 hommes des ordonnances du roi und Staatsrat unter Heinrich IV.
- Guy Aldonce I. de Durfort (1. Juni 1605 – 8. Januar 1665), deren Sohn, 2. Marquis de Duras, 2. Comte de Rauzan, Seigneur de Lorges, Maréchal de camp, Kapitän der Leibgarde des Königs; ⚭ (Ehevertrag 27. Juni 1619) Elisabeth de La Tour d'Auvergne (1608 – 1. Dezember 1685), Tochter von Henri de La Tour d’Auvergne, duc de Bouillon und Elisabeth von Oranien-Nassau
  - Jacques Henri I. de Durfort (9. Oktober 1625 – 12. Oktober 1704), deren Sohn, Mai 1668 1. Duc de Duras, Marschall von Frankreich; ⚭ (Ehevertrag 15. April 1668) Marie-Félice de Levis-Ventadour († 10. September 1717) Tochter von Charles de Levis, Duc de Ventadour, Pair de France, und Marie de La Guiche de Saint-Géran

## Ducs de Lorges (1. Ernennung)
- Guy Aldonce II. de Durfort (22. August 1630 – 22. Oktober 1702), dessen Bruder, Comte de Lorges, Baron de Quintin (27. September 1681), 1. Duc de Lorges-Quintin (31. März 1691, dit Duc de Lorge), Marschall von Frankreich, Kapitän der Leibgarde des Königs, Ritter des Ordens vom Heiligen Geist; ⚭ (Ehevertrag 19. März 1676) Geneviève Frémont (1658 – 6. September 1727), Tochter von Nicolas Frémont, Seigneur d’Auneuil etc., und Geneviève Damon
- Guy Nicolas de Durfort (20. Februar 1683 – 3. März 1758), deren Sohn, 2. Duc de Quintin (1702), Comte de Lorges (1702), 1. Duc de Lorges 1706, Kapitän der Leibgarde des Königs; ⚭ 14. Dezember 1702 Geneviève Chamillart (1685 – 31. Mai 1714), Tochter von Michel Chamillart und Elisabeth Thérèse de Rebours
- Guy Michel de Durfort (26. August 1704 – 6. Juni 1773), deren Sohn, Duc de Quintin (1728), Duc de Randan (1733), 3. Duc de Lorges (1758), Marschall von Frankreich, Ritter des Ordens vom Heiligen Geist, verzichtet auf die Nachfolge
- Guy Louis de Durfort (18. Februar 1714 – 10. Dezember 1775), dessen Bruder, 1759 Duc de Lorges, Lieutenant-général des armées du roi (10. Mai 1748); ⚭ 26. Februar 1737 Marie Marguerite Reine de Butault de Marsan, testiert 1. April 1789, Tochter von Jacques Joseph de Butault, Seigneur de Marsan-en-Bretagne, und Marie Françoise Jacobin, Dame de Kerempra-en-Bretagne
  - Guyonne Marguerite Philippine de Durfort-Lorge (26. Dezember 1739 – 26. Februar 1806), deren Tochter; ⚭ 30. Januar 1754 Renaud César de Choiseul (1735 – 5. Dezember 1791), Duc de Praslin, Pair de France, 1781 Duc de Randan
  - Guy Auguste (30. August 1740 – 19. Februar 1754), deren Bruder, Vicomte de Lorges;
  - Adélaïde Philippine (16. September 1744 – 13. Dezember 1819), dessen Schwester; ⚭ 22. Mai 1762 Jean-Laurent de Durfort-Civrac (1746 – 4. Oktober 1826), 1774 Duc de Quintin, Duc de Lorges, Pair de France
  - Guy Sébastien (10. Januar 1751 – 24. Juli 1754), deren Bruder, genannt le Comte de Durfort

## Ducs de Lorges (2. Ernennung)
- Jean-Laurent de Durfort-Civrac (7. Juli 1746 – 4. Oktober 1826), Duc de Quintin (1762), Duc de Lorges (25. März 1774), Lieutenant-général, Pair de France (4. Juni 1814 pers.), Duc-Pair (10. August 1815 erblich); ⚭ 22. Mai 1762 Adélaïde Philippine de Durfort (siehe oben)
- Guy Émeric Anne de Durfort-Civrac (25. Juni 1767 – 6. Oktober 1837), deren Sohn, 2. Duc de Civrac (3. Februar 1815), 2. Duc de Lorges (1826), 1827/30 Pair de France; ⚭ 17. Februar 1801 Anne de Jaucourt (21. September 1775 – 3. März 1853), Tochter von Étienne Vivant, Vicomte de Jaucourt, und Thais Simonne de la Cour de Balleroy
- Emeric Laurent Paul Guy de Durfort-Civrac (* 3. Mai 1802 – 15. September 1879), deren Sohn, 3. Duc de Lorges et de Civrac (1837); ⚭ 14./15. Januar 1823 Émilie Léonie du Bouchet de Sourches (1802 – 22./23. April 1844), Tochter von Charles Louis Yves du Bouchet de Sourches (1768–1815), Marquis de Tourzel, 6. Marquis de Sourches (1786);
  - Louis Anne Paul de Durfort-Civrac (28. Oktober 1828 – 21. Juni 1872), deren Sohn; ⚭ 9. Februar 1858 Aymardine de Nicolaÿ (25. Februar 1839 – 9. Februar 1882)
- Marie Louis Aymard Guy de Durfort-Civrac (9. November 1861 – 26. Juli 1912), deren Sohn, 4. Duc de Lorges (1879); ⚭ 30. August 1888 Anne Marie Henriette de Cossé Brissac (8. Juni 1865 – 22. Oktober 1934), Tochter von Henri Charles Anne Marie Timoléon de Cossé (1822–1887), Comte de Brissac, Prince de Robech
- Marie Henry Aymard Guy de Durfort-Civrac (7. Januar 1890 – 23. Januar 1915), deren Sohn, 5. Duc de Lorges (1912)
- Paul Louis Robert Marie de Durfort-Civrac (15. Juli 1891 – 22. März 1972), dessen Bruder, 6. Duc de Lorges (1915)
  - Marie Louis Augustin Auguste de Durfort-Civrac (9. Dezember 1838 – 27. Juni 1911), Vicomte de Durfort, Sohn des 3. Duc de Lorges; ⚭ 28/30. Mai 1864 Anne Eugénie de Montmorency-Luxembourg (13. März 1840 – 10. Februar 1922), Tochter von Édouard de Montmorency-Luxembourg, Prince de Tingry, Duc de Beaumont
  - Marie Louis Pierre de Durfort-Civrac (12. August 1872 – 16. April 1943), deren Sohn; ⚭ 26. Juni 1901 Marguerite de Montault (7. Januar 1881 – 8. Dezember 1944), Tochter von Comte Odet und Agnès de Rohan-Chabot
- Armand Marie Augustin Joseph Odet de Durfort-Civrac (24. April 1902 – 18. Juni 1996), deren Sohn, 7. Duc de Lorges (1972),⚭ 9. August 1926 Colette Marie Alix Eugénie Le Clerc de Juigné (11. Oktober 1902 – 20. Februar 1989), Tochter von Jacques Le Clerc de Juigné (1874–1951), Marquis de Juigné, und Marie Madeleine Schneider (1880–1967)
- Jacques Henri de Durfort-Civrac (6. Oktober 1928 – 21. Mai 2014), deren Sohn, 8. Duc de Lorges (1996), ⚭ 18. April 1969 Cécile du Temple de Rougemont (10. Oktober 1936 – 2000), Tochter des Generals Jean-Louis du Temple de Rougemont und Louise Lejeune.
- Guy de Durfort-Civrac (* 24. Oktober 1960), deren Sohn, 9.Duc de Lorges (2014); ⚭ 1992 Carole d'Halluin (* 1962)